# Carl Julius Bergius
Carl Julius Bergius (* 14. Dezember 1804 in Berlin; † 28. Oktober 1871 ebenda) war ein deutscher volkswirtschaftlicher Schriftsteller und außerordentlicher Professor der Staats- und Kameralwissenschaften der Universität Breslau.

## Leben
Bergius stammte aus einer alten Familie aus Pommern, einer seiner Vorfahren war der Hofkammerrat Johann Heinrich Ludwig Bergius. Sein Vater war Stadtrat in Berlin. Bergius war mit Clara Manera verheiratet, mit der er einen Sohn, Heinrich Bergius hatte. Der Chemiker Friedrich Bergius (1884–1949) war sein Enkel.
Mit 18 Jahren schloss Bergius 1822 seine Schulzeit mit dem Abitur ab. Noch im selben Jahr begann er eine kaufmännische Ausbildung bei der von Astenschen Handlung. Anschließend studierte er an der Humboldt-Universität zu Berlin Kameralwissenschaften und schloss dieses Studium 1828 mit einer Promotion ab. Im Anschluss daran folgte ein Referendariat in Potsdam.
Seine weitere Karriere führte Bergius über verschiedene Provinzverwaltungen in Preußen. Als Regierungsrat verfasste er 1838 sein erstes Hauptwerk Preußen in staatsrechtlicher Beziehung. 1839 wurde er an die Finanzverwaltung nach Breslau versetzt. Dort wurde er mit einem Lehrauftrag mit dem Schwerpunkt Ökonomie betraut und nach seiner Habilitation wirkte er ab 1851 dort als Privatdozent. Zehn Jahre später erreichte Bergius mit seiner Ernennung zum außerordentlichen Professor für Staatswissenschaft den Höhepunkt seiner Karriere. Als solcher verfasste er sein zweites Hauptwerk Die Grundsätze der Finanzwissenschaft mit besonderer Beziehung auf Preußen. Bergius war ein Anhänger von John Stuart Mill und sympathisierte mit Frédéric Bastiat. Er verfasste zudem mehrere Abhandlungen in Zeitschriften so beispielsweise 1870 Das Münzregal in der Zeitschrift für Volkswirtschaft, 1871 Die Personal-, Vermögens- und Einkommensteuer in Preussen in der Zeitschrift für preussische Geschichte und Landeskunde, 1866 die Geschichte der Kommunalschulden in der Provinz Sachsen in dem I. Viertel dieses Jahrhunderts nach den Aufzeichnungen von Leopold Krug in der Zeitschrift für Staatswissenschaften und weitere Artikel.
Um 1868 zog sich Bergius ins Privatleben zurück und starb im Alter von 66 Jahren in Berlin.

## Werke (Auswahl)
- Betrachtungen über die Finanzen und die Gewerbe im preußischen Staat. Berlin 1830.
- Preußen in staatsrechtlicher Beziehung. I. H. Deiters, Münster 1838 (archive.org), 2. Auflage 1843.
- Über Schutzzölle, mit besonderer Beziehung auf den preußischen Staat und den Zollverein. Graß, Barth und Comp., Breslau 1841 (archive.org).
- Preußische Zustände. Münster 1844.
- Das Geld- und Bankwesen in Preußen. Friedrich Aderholz, Breslau 1846 (archive.org).
- Die Grundsteuer und die Mahl- und Schlachtsteuer. Breslau 1853.
- Das preußische Gewerbegesetz. Leipzig 1857.
- Die Grundsätze der Finanzwissenschaft mit besonderer Beziehung auf den Preußischen Staat. J. Guttentag, Berlin 1865, 2. Auflage 1871 (archive.org).